# Kerivoula lanosa
Kerivoula lanosa је врста слепог миша из породице вечерњака (лат. Vespertilionidae).

## Распрострањење
Ареал врсте Kerivoula lanosa обухвата већи број држава у суб-сахарској Африци. Врста је присутна у ДР Конгу, Боцвани, Габону, Гани, Етиопији, Замбији, Зимбабвеу, Јужноафричкој Републици, Кенији, Либерији, Малавију, Нигерији, Обали Слоноваче, Танзанији и Централноафричкој Републици.

## Станиште
Станишта врсте су разне врсте шуме и саване.

## Начин живота
Врста Kerivoula lanosa прави гнезда.

## Угроженост
Ова врста није угрожена, и наведена је као последња брига јер има широко распрострањење.